# Loweia dorilis
Loweia dorilis är en fjärilsart som beskrevs av Hüfnagel 1766. Loweia dorilis ingår i släktet Loweia och familjen juvelvingar. Inga underarter finns listade i Catalogue of Life.